# Кам'янець
Кам'яне́ць (Каменець, до 1940 року — Кам'янець-Литовський, біл. Ка́менец) — місто в Берестейській області Білорусі, на річці Лісна — правій притоці Західного Бугу, районний центр.

## Географія
Найближча залізнична станція — Жабинка (28 км) на лінії Барановичі — Берестя. За 23 км від Кам'янця — в селі Каменюки — музей природи «Біловезька пуща».

## Історія
Місто засновано у 1276 році волинським князем Володимиром-Іваном Васильковичем (сином Василька Романовича — рідного брата короля Данила (Галицького)). Літопис так розповідає про це: 
| | \| Князь тоді сам поїхав із боярами і слугами, і вподобав місце те над берегом річки Лосни, і розчистив його [од лісу]. А потім поставив він на нім город і нарік його ім’ям Каменець, тому що земля була кам'яна. \| |
| Князь тоді сам поїхав із боярами і слугами, і вподобав місце те над берегом річки Лосни, і розчистив його [од лісу]. А потім поставив він на нім город і нарік його ім’ям Каменець, тому що земля була кам'яна. | |

По смерті князя (10 грудня 1288) літописець відзначив: 
| | \| …а за Берестієм поставив город на пустому місці, що називається Лосна, і назвав його ім’ям Каменець, тому що [там] була кам’яна земля. Спорудив він також у нім башту кам’яну, заввишки сімнадцять сажнів, гідну подиву всіх, хто дивиться на неї, і церкву поставив Благовіщення святої Богородиці, і прикрасив її іконами золотими, і начиння служебне викував срібне, і Євагеліє апракос, оковане сріблом, [і] Апостола апракос, і Паремію, і Соборник отця свого тута ж положив, і хреста воздвижального положив. \| |
| …а за Берестієм поставив город на пустому місці, що називається Лосна, і назвав його ім’ям Каменець, тому що [там] була кам’яна земля. Спорудив він також у нім башту кам’яну, заввишки сімнадцять сажнів, гідну подиву всіх, хто дивиться на неї, і церкву поставив Благовіщення святої Богородиці, і прикрасив її іконами золотими, і начиння служебне викував срібне, і Євагеліє апракос, оковане сріблом, [і] Апостола апракос, і Паремію, і Соборник отця свого тута ж положив, і хреста воздвижального положив. | |

В 1421 році місто відвідав посол англійського і французького королів лицар Гильбер де Ланоа з дорученням до Великого Литово-Руського князя Вітовта. Розпорядженням міністра внутрішніх справ 18 квітня 1934 р. межі міста Кам'янець розширені за рахунок приєднання земель ґміни Камєнєц Літевскі.
Кордон УНР в 1918 році проходив біля Кам'янця.
Радянською владою місто було понижене до селища міського типу. Статус міста повторно надано у 1983 році (до того — селище міського типу; в часи Російської імперії — містечко Кам'янець-Литовський Берестейського повіту Гродненської губернії).

## Населення
За переписом населення Білорусі 2009 року чисельність населення міста становила 8447 осіб.

### Національність
Розподіл населення за рідною національністю за даними перепису 2009 року:
| Національність                | Осіб | Відсоток |
| ----------------------------- | ---- | -------- |
| білоруси                      | 7567 | 89,58 %  |
| росіяни                       | 557  | 6,59 %   |
| українці                      | 151  | 1,79 %   |
| поляки                        | 125  | 1,48 %   |
| національність не вказана     | 9    | 0,11 %   |
| німці                         | 8    | 0,09 %   |
| вірмени                       | 6    | 0,07 %   |
| чуваші                        | 3    | 0,04 %   |
| дві та більше національності  | 3    | 0,04 %   |
| євреї                         | 2    | 0,02 %   |
| татари                        | 2    | 0,02 %   |
| азербайджанці                 | 2    | 0,02 %   |
| молдовани                     | 2    | 0,02 %   |
| казахи                        | 2    | 0,02 %   |
| чехи                          | 2    | 0,02 %   |
| національність не повідомлена | 2    | 0,02 %   |
| литовці                       | 1    | 0,01 %   |
| грузини                       | 1    | 0,01 %   |
| узбеки                        | 1    | 0,01 %   |
| карели                        | 1    | 0,01 %   |
| Разом                         | 8447 | 100 %    |

## Промисловість
Харчова промисловість (харчове підприємство «Заріччя», ВАТ «Кам'янецький сироробний завод»). Є гімназія.

## Краєзнавство
Історію міста вивчає краєзнавець Георгій Степанович Мусевич. Він, зокрема, запропонував встановити історико-культурні зв'язки двох міст — білоруського Кам'янця та українського Кам'янця-Подільського.

## Пам'ятки архітектури та видатні місця
- Кам'янецька вежа (1271–1288) — оборонна башта в готичному стилі (в башті облаштовано філію Брестського обласного краєзнавчого музею)
- Гімназія (1931)
- Історична забудова міста (кін. 19 — поч. 20 століття; фрагменти)
- Костел святих апостолів Петра і Павла (1925)
- Старе католицьке кладовище (18—20 століття)
- Синагога
- Церква Св. Симеона (1914)
- Пам'ятник засновнику міста

### Втрачена спадщина
- Костел святих апостолів Петра і Павла (1723)

## Галерея

Кам'янецька вежа
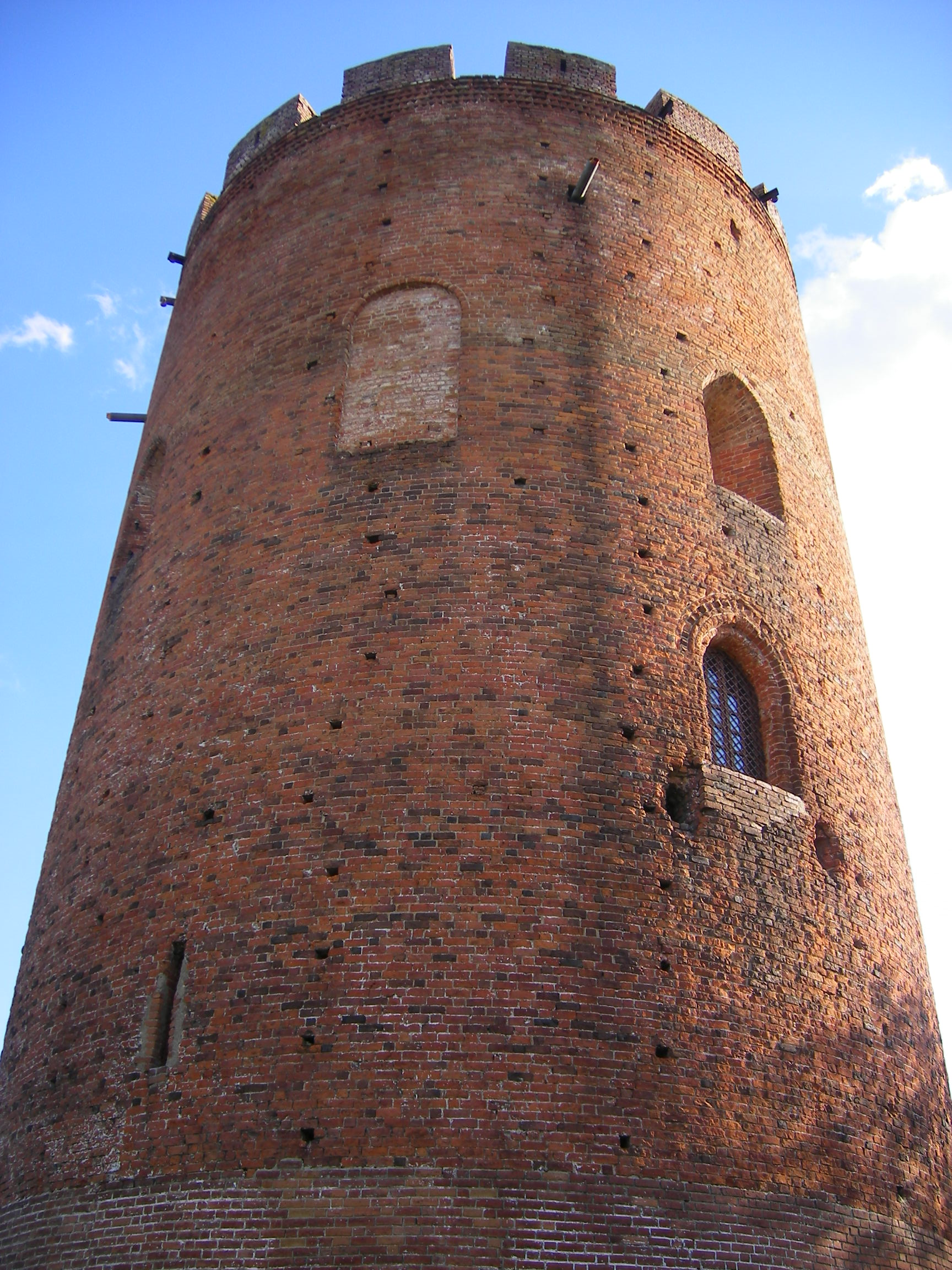
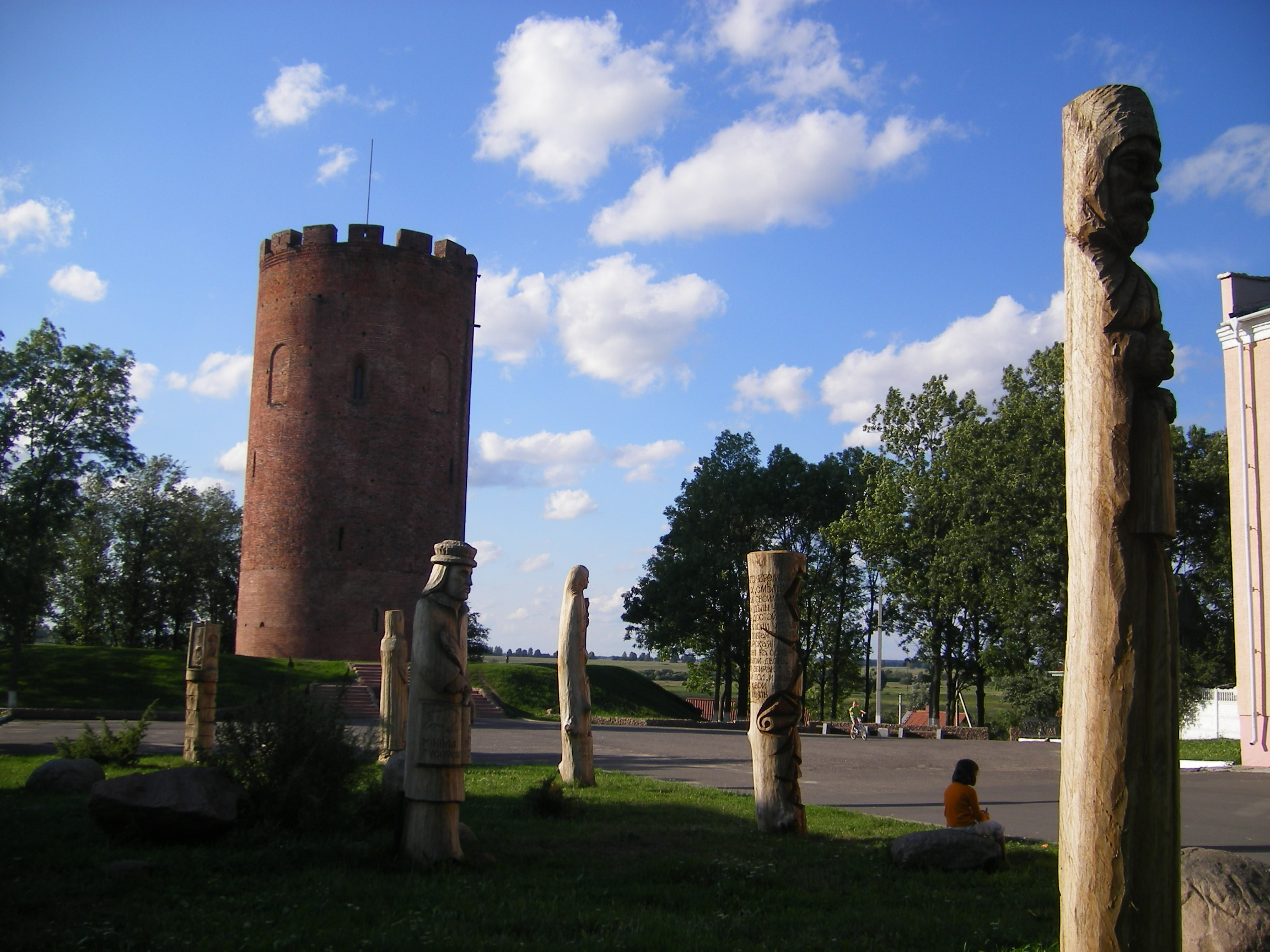
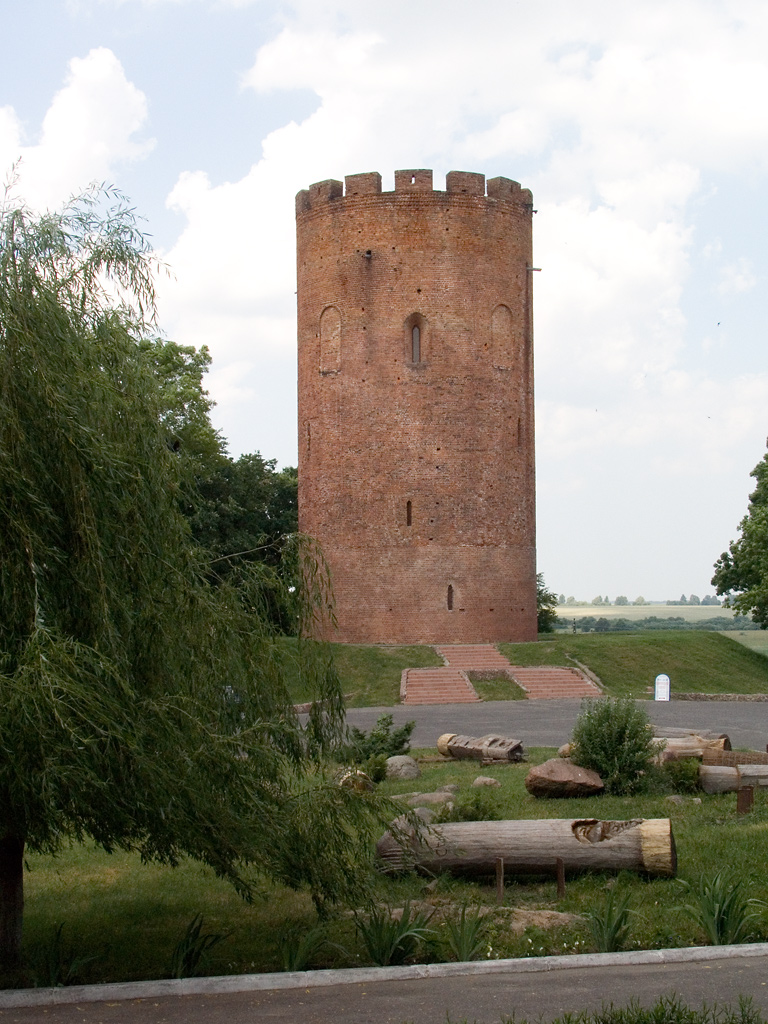
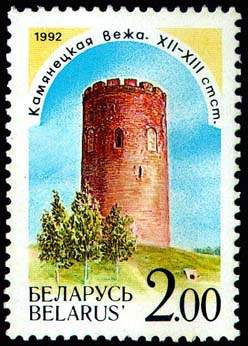
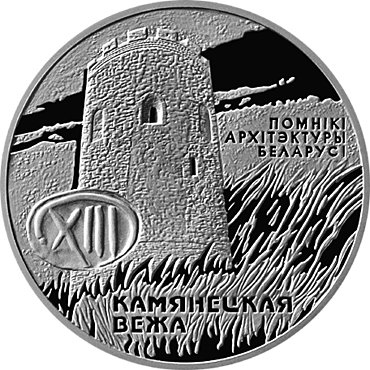

Краєвиди Кам'янця
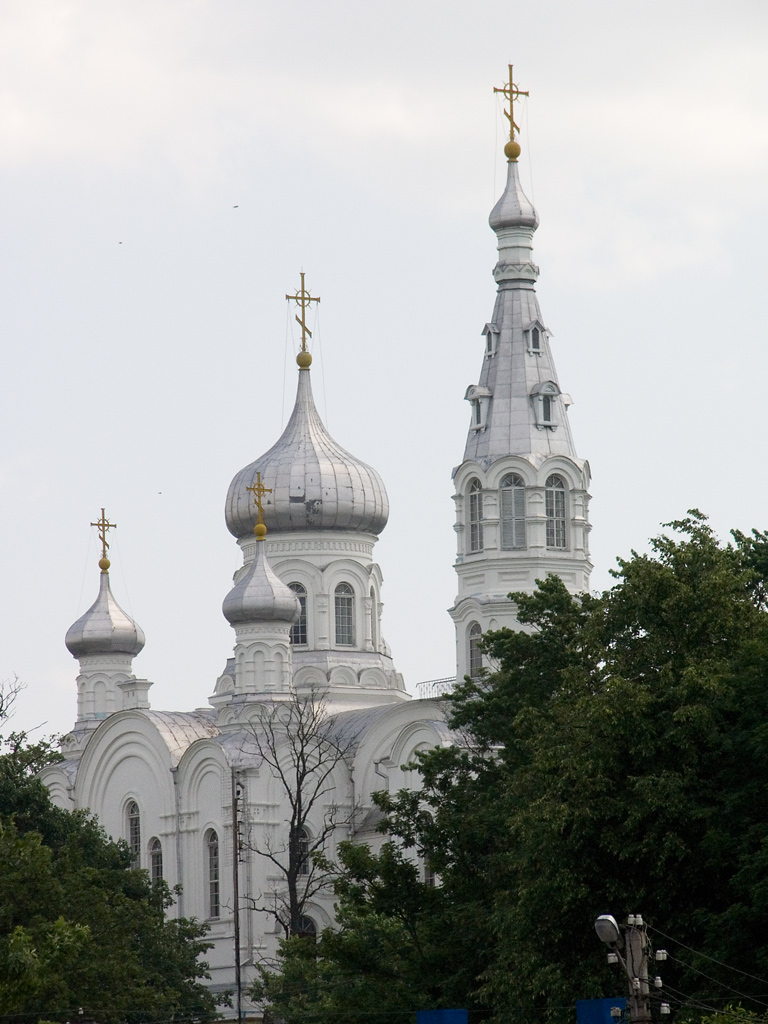
Церква Св. Симеона
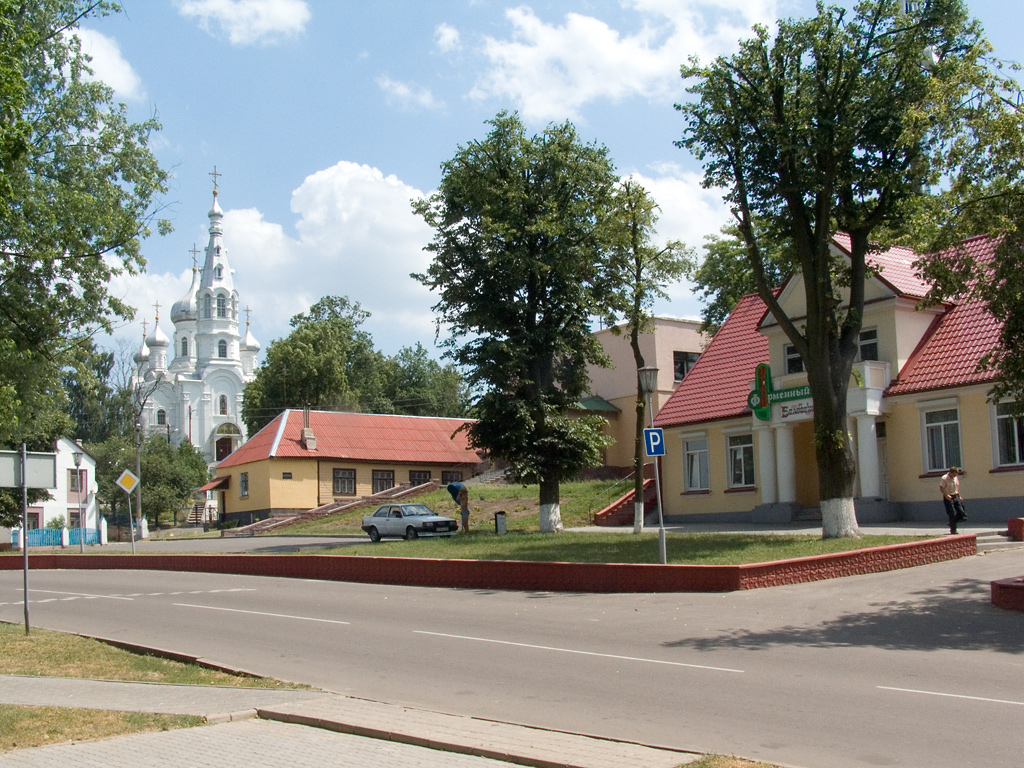
Вулиці міста
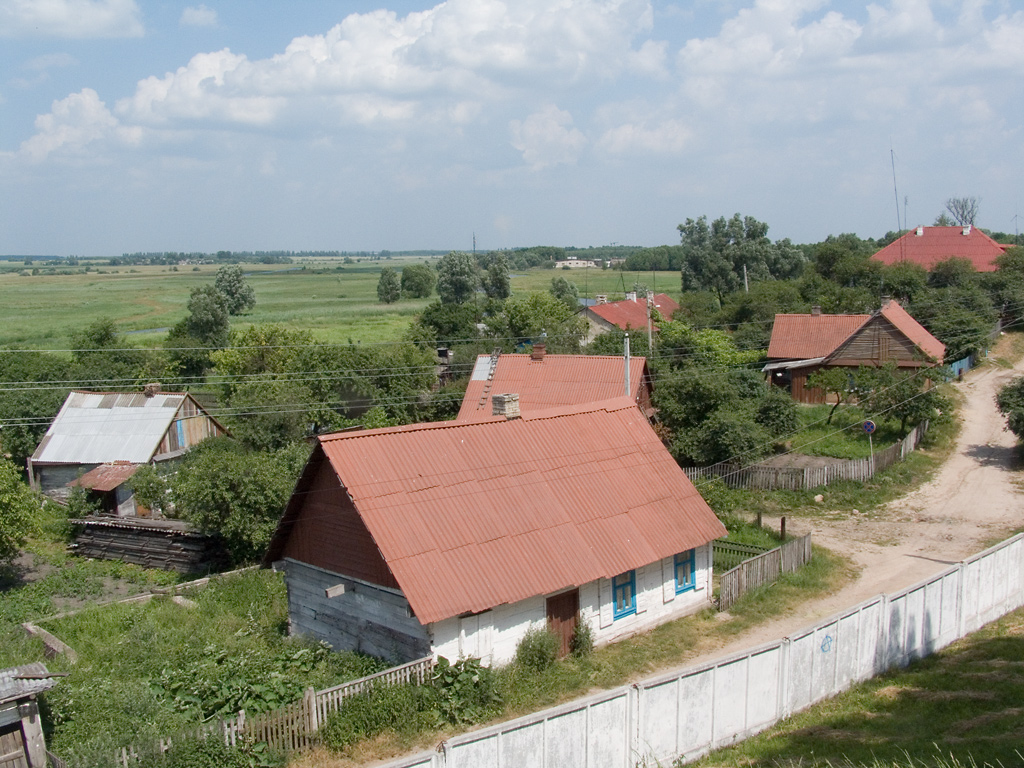
Традиційна міська забудова
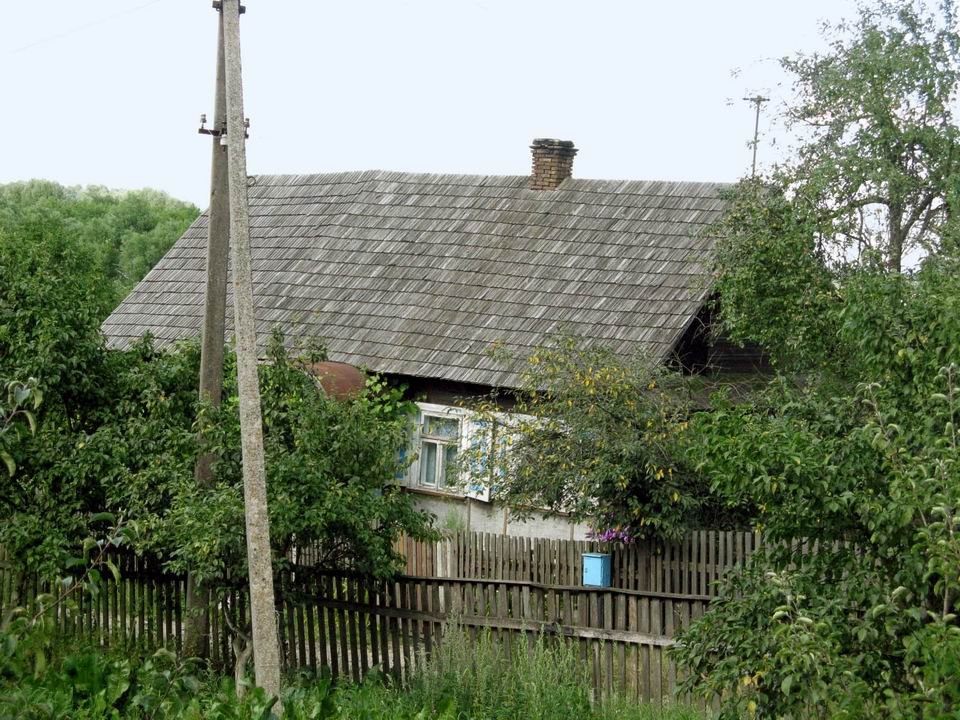
Стара хата

Давні графічні малюнки Кам'янця Литовського
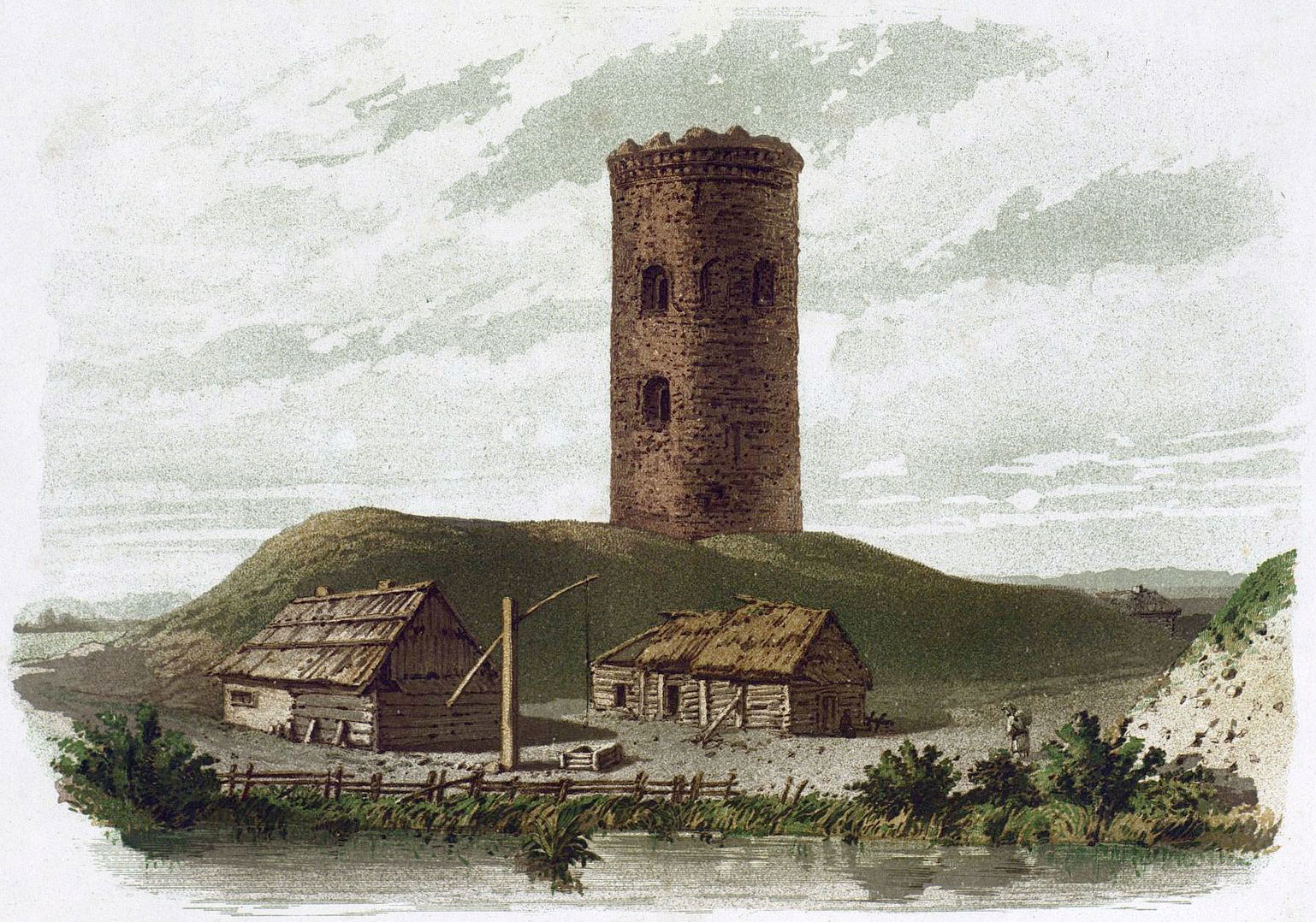
Вежа і місто. В. Грязнов, 1-ша пол. 19 століття
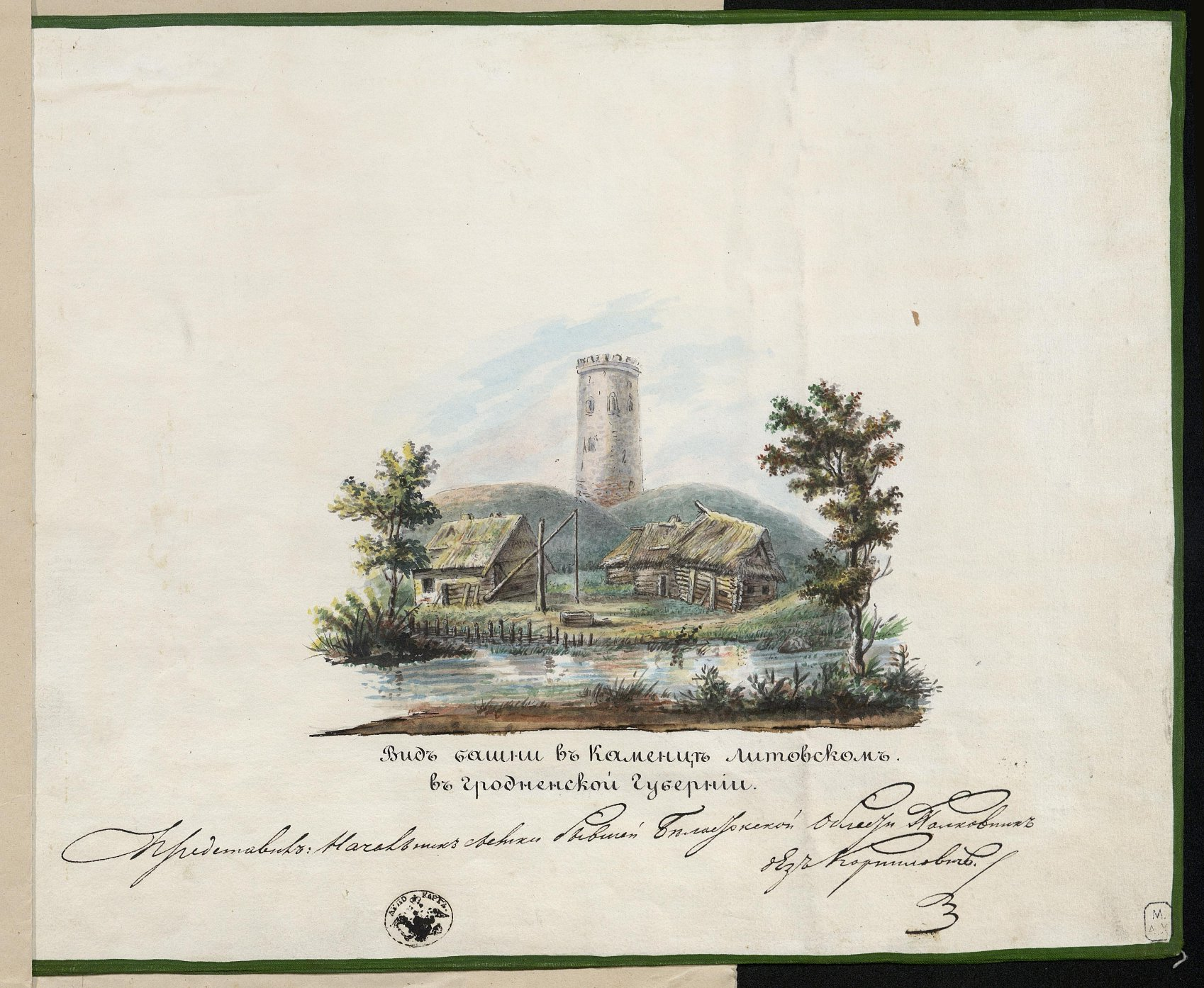
Вежа і місто. Невідомий художник, сер. 19 століття
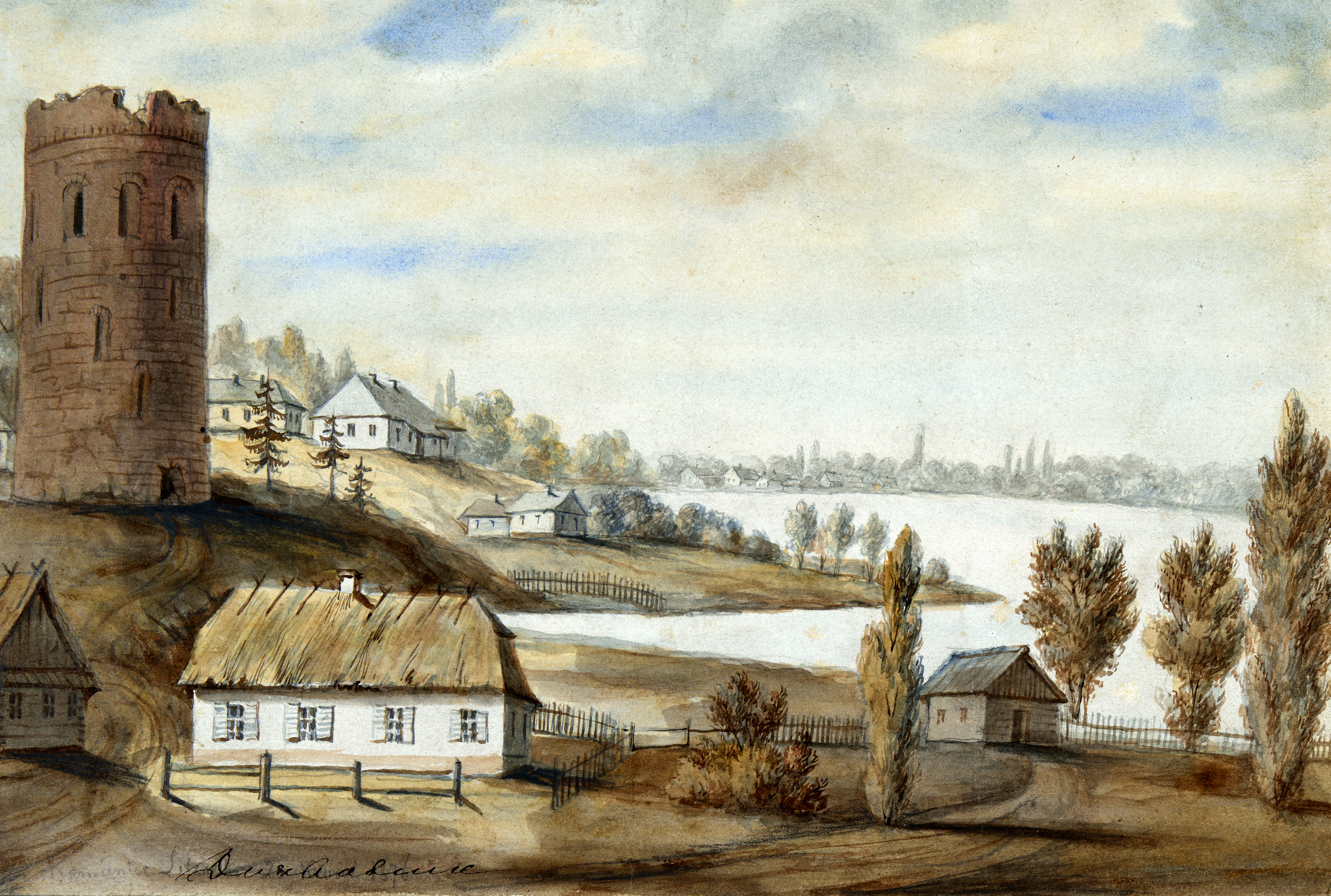
Панорама міста. Наполеон Орда, 2-га пол. 19 століття
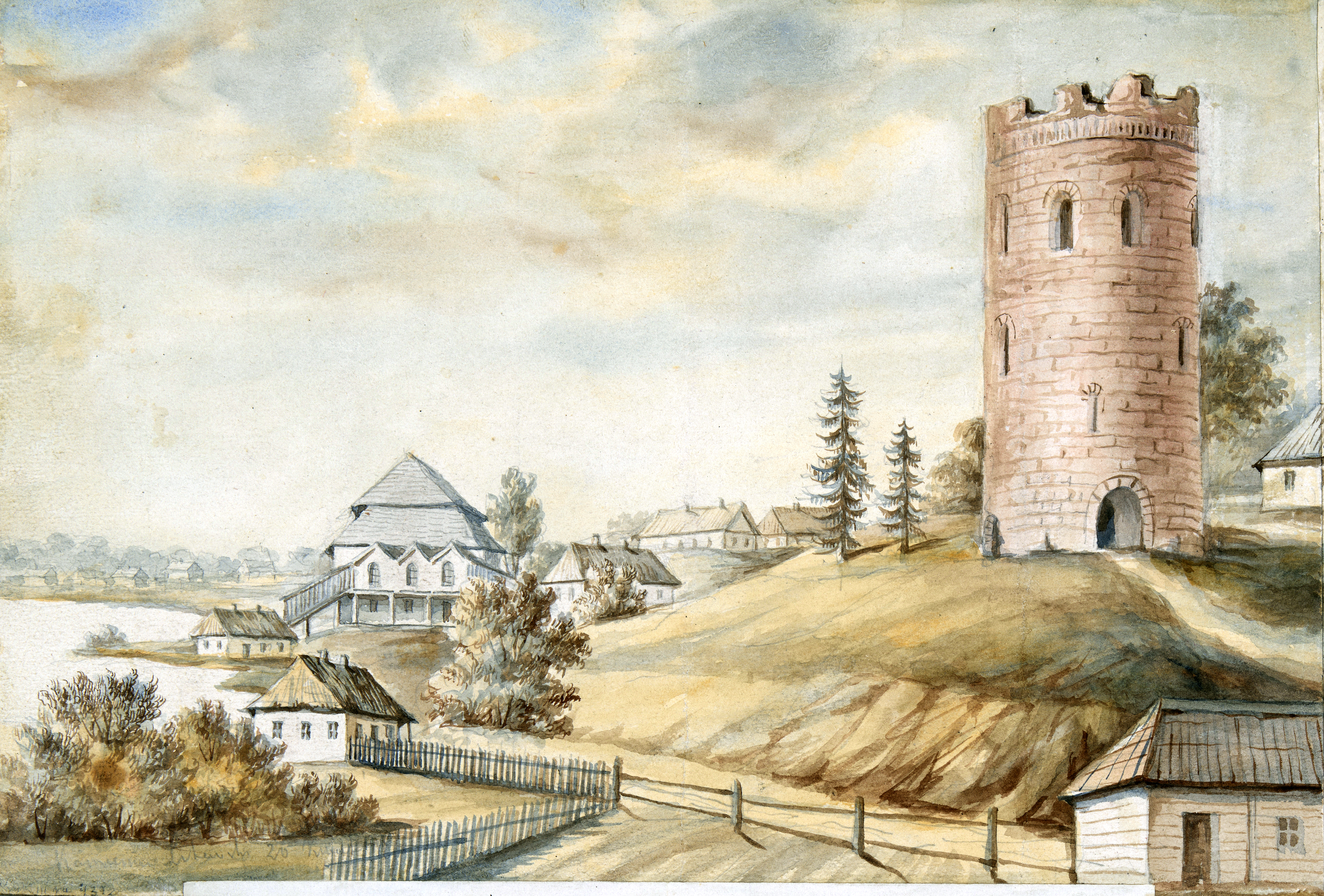
Панорама, ліворуч вдалині синагога. Наполеон Орда, 1876

Місто на старих фотографіях
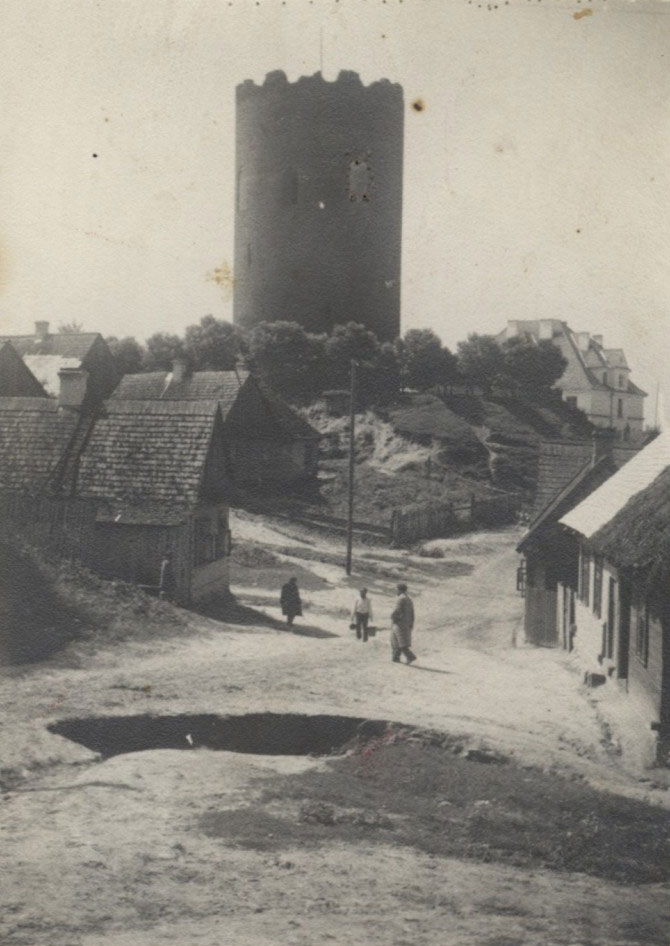
Вежа
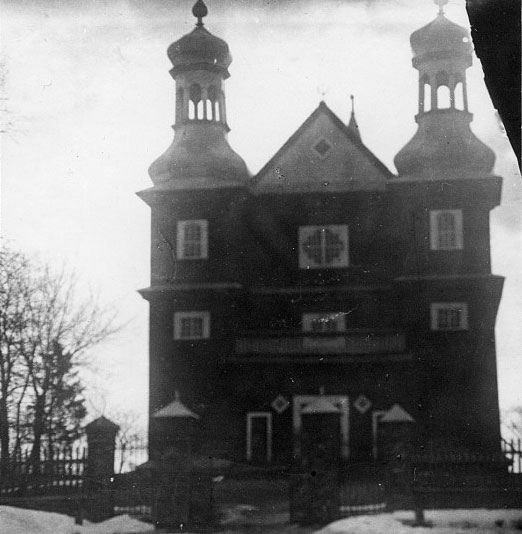
Костел Свв. Апп. Петра і Павла
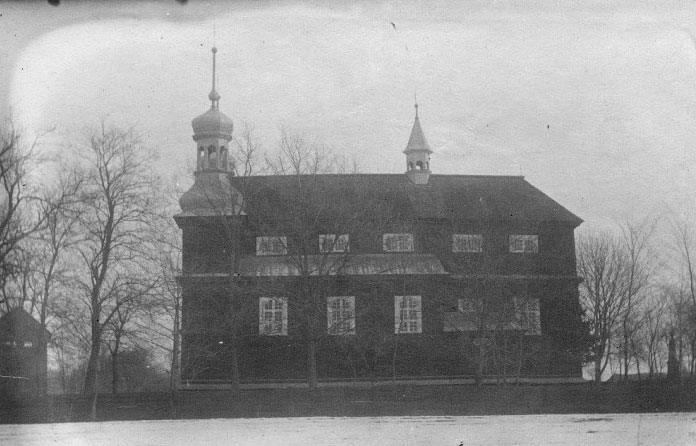
Костел, бічний фасад
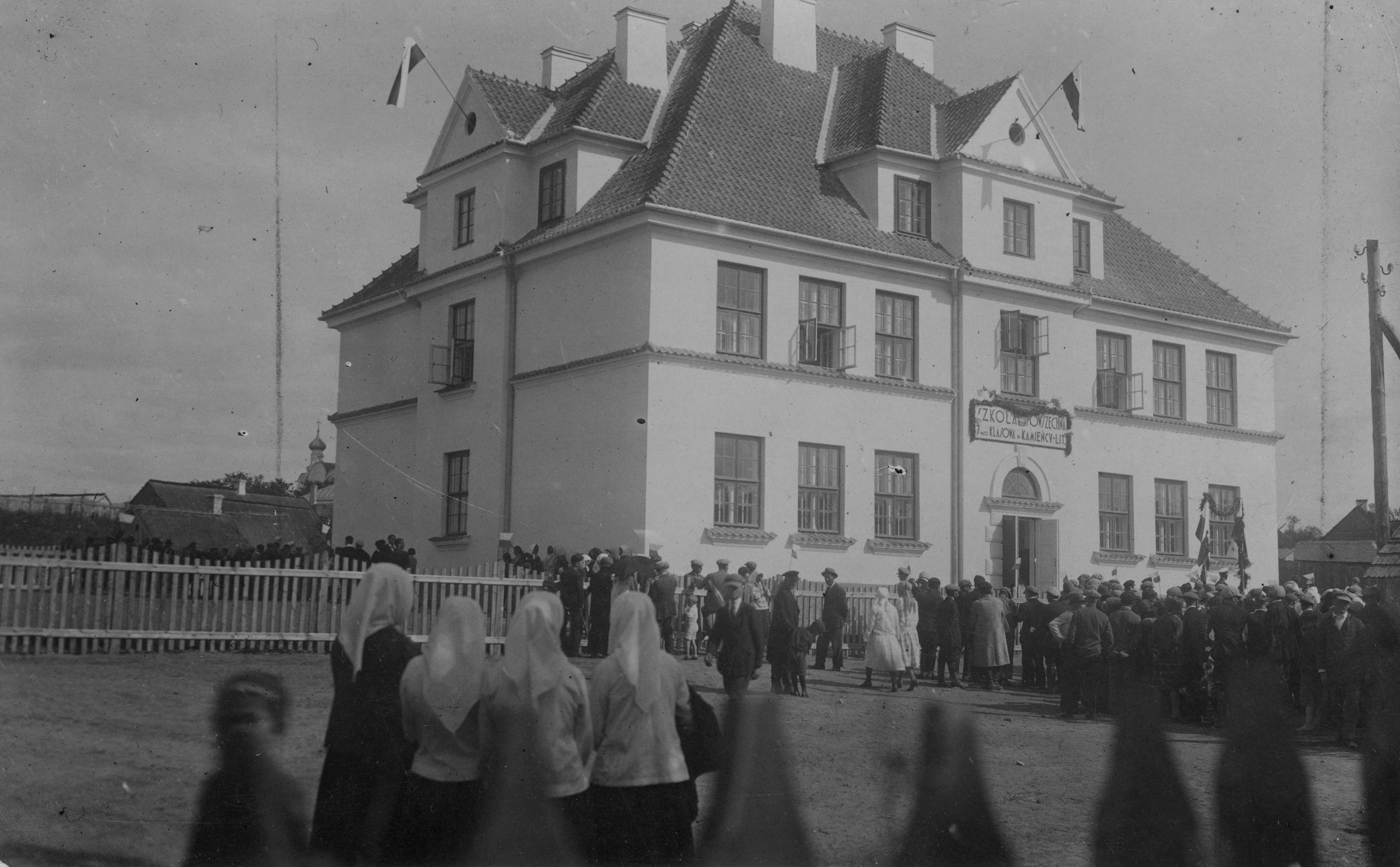
Відкриття гімназії

## Відомі люди
- Князь Чорторийський Олександр Васильович — отримав місто від Казимира IV Ягелончика
- Князь Семен Юрійович Гольшанський — намісник кам'янецький.[7]